# Sandalodes celebensis
Sandalodes celebensis är en spindelart som beskrevs av Anna Maria Sibylla Merian 1911. Sandalodes celebensis ingår i släktet Sandalodes och familjen hoppspindlar. Inga underarter finns listade i Catalogue of Life.